# 和其奴
和 其奴（わ きど、生年不詳 - 469年）は、北魏の政治家・軍人。本貫は代郡。

## 経歴
はじめ三郎となり、羽林中郎に転じた。東陽子の爵位を受け、奮武将軍の位を受けた。文成帝の初年、尚書となり、散騎常侍の位を加えられ、爵位は平昌公に進んだ。安南将軍の位を受け、尚書左僕射に転じた。河東王閭毗や太宰の常英らとともに平尚書事をつとめた。465年（和平6年）、司空に転じ、侍中の位を加えられた。文成帝が死去すると、乙渾が林金閭とともに尚書の楊保年らを殺害した。殿中尚書の拓跋郁が殿中宿衛の士を率いて乙渾に迫ると、乙渾は罪を林金閭に着せて、林金閭を拓跋郁に引き渡した。このとき其奴は林金閭の罪に連座して、定州刺史に左遷された。467年（皇興元年）、長安で東平王拓跋道符が反乱を起こすと、其奴は征西大将軍となり、宮中の精鋭1万騎を率いて討伐にむかったが、到着しないうちに拓跋道符が敗北したため、引き返した。469年（皇興3年）、死去した。平昌王に追封された。諡は宣といった。
子の和天受が爵位を嗣ぎ、弩庫曹下大夫となった。

## 伝記資料
- 『魏書』巻44 列伝第32
- 『北史』巻25 列伝第13